# Ommatissopyrops schawerdae
Ommatissopyrops schawerdae is een vlinder uit de familie Epipyropidae. De wetenschappelijke naam is voor het eerst geldig gepubliceerd in 1929 door Zerny.
De soort komt voor in Europa.